# 皮德杜布齊 (斯拉武塔區)
50°34′26″N 27°5′35″E / 50.57389°N 27.09306°E
皮德杜布齊（烏克蘭語：Піддубці），是烏克蘭西部的村莊，隸屬赫梅利尼茨基州的舍佩蒂夫卡區。該村始建於1586年，面積0.78平方公里，海拔高度207米，2001年人口359，人口密度每平方公里460.3人。